# Élections constituantes de 1945 dans la colonie du Gabon
Les élections constituantes françaises de 1945 se déroulent le 21 octobre.

## Mode de scrutin
Les députés métropolitains sont élus selon le système de représentation proportionnelle suivant la règle de la plus forte moyenne dans le département, sans panachage ni vote préférentiel. Il y a 586 sièges à pourvoir.
Dans la colonie du Gabon, deux députés sont à élire au scrutin uninominal majoritaire à deux tours.
Un siège pour le collège des citoyens, un pour celui des non-citoyens.
Un second tour est prévu le 4 novembre si aucun candidat ne dépasse les 50%.

## Élus
Les deux députés élus sont : 
| Identité             | Parti |
| -------------------- | ----- |
| Gabriel d'Arboussier | URR   |
| Jean Félix-Tchicaya  | URR   |

## Résultats

### Collège des citoyens
|          | URR        | Gabriel d'Arboussier | 817   | 50.81  |  |  |
|          | SFIO       | Henri Seignon        | 604   | 37.56  |  |  |
|          | PRL        | Jean de Puytorac     | 187   | 11.63  |  |  |
|          | Pro-Colons | Georges Pasques      | 0     | 0      |  |  |
|          | Divers     |                      | 375   | 18.91  |  |  |
|          |            |                      |       |        |  |  |
| Inscrits | Inscrits   | Inscrits             | 2 803 | 100,00 |  |  |
| Votants  | Votants    | Votants              | 1 983 | 70.75  |  |  |

### Collège des non-citoyens
| Parti    | Parti    | Tête de liste          | 1er Tour | 1er Tour | 2e Tour | 2e Tour |
| Parti    | Parti    | Tête de liste          | Voix     | %        | Voix    | %       |
| -------- | -------- | ---------------------- | -------- | -------- | ------- | ------- |
|          | SFIO     | Jean-Hilaire Aubame    | 912      | 20.22    | 987     | 23.62   |
|          | PPC-URR  | Jean Félix-Tchicaya    | 800      | 17.74    | 1 334   | 31.93   |
|          | PDG      | Émile Issembé          | 800      | 17.74    | 855     | 20.46   |
|          | SFIO     | Jacques Opangault      | 633      | 14.04    | 956     | 22.88   |
|          | PPC-URR  | Emmanuel Damongo-Dadet | 588      | 13.04    |         |         |
|          |          | René Dzonza            | 209      | 4.63     |         |         |
|          |          | Aubert Lounda          | 179      | 3.97     |         |         |
|          | PCF      | Jean Rigo              | 130      | 2.88     |         |         |
|          |          | Pierre Tchicaya        | 85       | 1.88     |         |         |
|          |          | Jean Boudet            | 72       | 1.60     |         |         |
|          |          | Simon-François Moussa  | 66       | 1.46     | 46      | 1.10    |
|          |          | Louis Bigmann          | 36       | 0.80     |         |         |
|          |          |                        |          |          |         |         |
| Inscrits | Inscrits | Inscrits               | 5 873    | 100,00   | 5 871   | 100,00  |
| Votants  | Votants  | Votants                | 4 669    | 79.50    | 4 313   | 73.46   |
| Exprimés | Exprimés | Exprimés               | 4 510    | 96.60    | 4 178   | 96.87   |